# Neustadt International Prize for Literature
Neustadt International Prize for Literature (zwana też „Małym Noblem”) – międzynarodowa nagroda literacka fundowana przez University of Oklahoma i międzynarodowe czasopismo programowe – World Literature Today.
Nagroda w postaci symbolu – srebrnego pióra orła, przynosi laureatowi certyfikat i nagrodę pieniężną 50 tys. dolarów. Nagroda została ustanowiona w 1969 roku przez Ivara Ivaska, wydawcę „World Literature Today”, a od 1976 fundowana przez rodzinę Waltera i Doris Neustadt z Ardmore. Od tego czasu kandydaci są wyselekcjonowani przez jury przy założeniu niekierowania się kategoriami językowymi, politycznymi czy ideologicznymi (przypomnieć można, że o kierowanie się ideologią bywa oskarżana komisja literackiej Nagrody Nobla). Nagrodę przyznaje się co dwa lata.

## Lista laureatów Nagrody Neustadt
| Rok  | Imię i nazwisko          | Kraj                     | język                       |
| ---- | ------------------------ | ------------------------ | --------------------------- |
| 1970 | Giuseppe Ungaretti       | Włochy                   | język włoski                |
| 1972 | Gabriel García Márquez   | Kolumbia                 | język hiszpański            |
| 1974 | Francis Ponge            | Francja                  | język francuski             |
| 1976 | Elizabeth Bishop         | Stany Zjednoczone        | język angielski             |
| 1978 | Czesław Miłosz           | Polska                   | język polski                |
| 1980 | Josef Škvorecký          | Czechosłowacja           | język czeski                |
| 1982 | Octavio Paz              | Meksyk                   | język hiszpański            |
| 1984 | Paavo Haavikko           | Finlandia                | język fiński                |
| 1986 | Max Frisch               | Szwajcaria               | język niemiecki             |
| 1988 | Raja Rao                 | Indie/ Stany Zjednoczone | język angielski             |
| 1990 | Tomas Tranströmer        | Szwecja                  | język szwedzki              |
| 1992 | João Cabral de Melo Neto | Brazylia                 | język portugalski           |
| 1994 | Edward Kamau Brathwaite  | Barbados                 | język angielski             |
| 1996 | Assia Djebar             | Algieria                 | język francuski             |
| 1998 | Nuruddin Farah           | Somalia                  | język angielski             |
| 2000 | David Malouf             | Australia                | język angielski             |
| 2002 | Álvaro Mutis             | Kolumbia                 | język hiszpański            |
| 2004 | Adam Zagajewski          | Polska                   | język polski                |
| 2006 | Claribel Alegría         | Nikaragua/ Salwador      | język hiszpański            |
| 2008 | Patricia Grace           | Nowa Zelandia            | język angielski             |
| 2010 | Duo Duo                  | Chiny                    | język chiński               |
| 2012 | Rohinton Mistry          | Indie/ Kanada            | język angielski             |
| 2014 | Mia Couto                | Mozambik                 | język portugalski           |
| 2016 | Dubravka Ugrešić         | Chorwacja                | język chorwacki             |
| 2018 | Edwidge Danticat         | Haiti/ Stany Zjednoczone | język angielski             |
| 2020 | Ismail Kadare            | Albania                  | język albański              |
| 2022 | Boubacar Boris Diop      | Senegal                  | język wolof/język francuski |
| 2024 | Ananda Devi              | Mauritius                | język francuski             |